# Оберрот (Баварія)
Оберрот (нім. Oberroth) — громада в Німеччині, знаходиться в землі Баварія. Підпорядковується адміністративному округу Швабія. Входить до складу району Ной-Ульм. Складова частина об'єднання громад Бух.
Площа — 9,95 км2. Населення становить 984 ос. (станом на 31 грудня 2020).